# 獅子座ρ
獅子座ρ或轩辕十六，又名BD+10 2166，HD 91316、SAO 118355、HR 4133，是獅子座的一颗恒星，视星等为3.85，位于銀經234.89，銀緯52.77，其B1900.0坐标为赤經10h 27m 32.7s，赤緯+9° 52.77′ 17″。